# Sportfreunde Köllerbach
Die Sportfreunde Köllerbach sind ein Fußball-Sportverein mit über 500 Mitgliedern aus dem zu Püttlingen gehörenden Köllerbach.

## Geschichte
Der Verein wurde 1931 gegründet. Größere Aufmerksamkeit erlangten die Sportfreunde erstmals im Jahr 2002, als sie in die Verbandsliga Saarland aufstiegen, und als Neuling in der darauf folgenden Saison auf Anhieb die Meisterschaft errangen. Nach dem mit der Meisterschaft verbundenen Aufstieg spielte man in der Saison 2003/04 erstmals in der Fußball-Oberliga Südwest. Als Tabellenvorletzter mussten die SF Köllerbach jedoch mit lediglich 23 Punkten und 40:76 Toren sofort wieder absteigen.
Nach dem erneuten Gewinn der Verbandsligameisterschaft gelang die Rückkehr in die Oberliga zur Spielzeit 2007/08. In der Saison 2010/11 gelang es Köllerbach den 6. Platz zu erreichen. 2013 stieg man als Tabellenletzter jedoch wieder in die Saarlandliga ab.

## Erfolge
- Meister der Verbandsliga Saar: 2002/03, 2006/07
- Meister der Landesliga Südwest: 2001/02
- 6. Platz in der Oberliga Südwest: 2010/11
- Volksbanken-Masterssieger: 2020[1]

## Ehemalige Spieler
- Helmut Gabriel, vorher Rot-Weiss Essen, FSV Mainz 05, 1. FC Saarbrücken
- Arif Karaoglan, vorher 1. FC Saarbrücken, Borussia Neunkirchen
- Julien Lücke, u. a. 1. FC Saarbrücken und MVV Maastricht
- Smail Morabit, u. a. Eintracht Braunschweig, Rot-Weiß Erfurt, VfL Bochum
- Jörg Reeb, zuvor u. a. Bayer 04 Leverkusen, 1. FC Köln, FC Augsburg
- Samir Louadj, vorher SV Röchling Völklingen